# Tratamiento sintomático

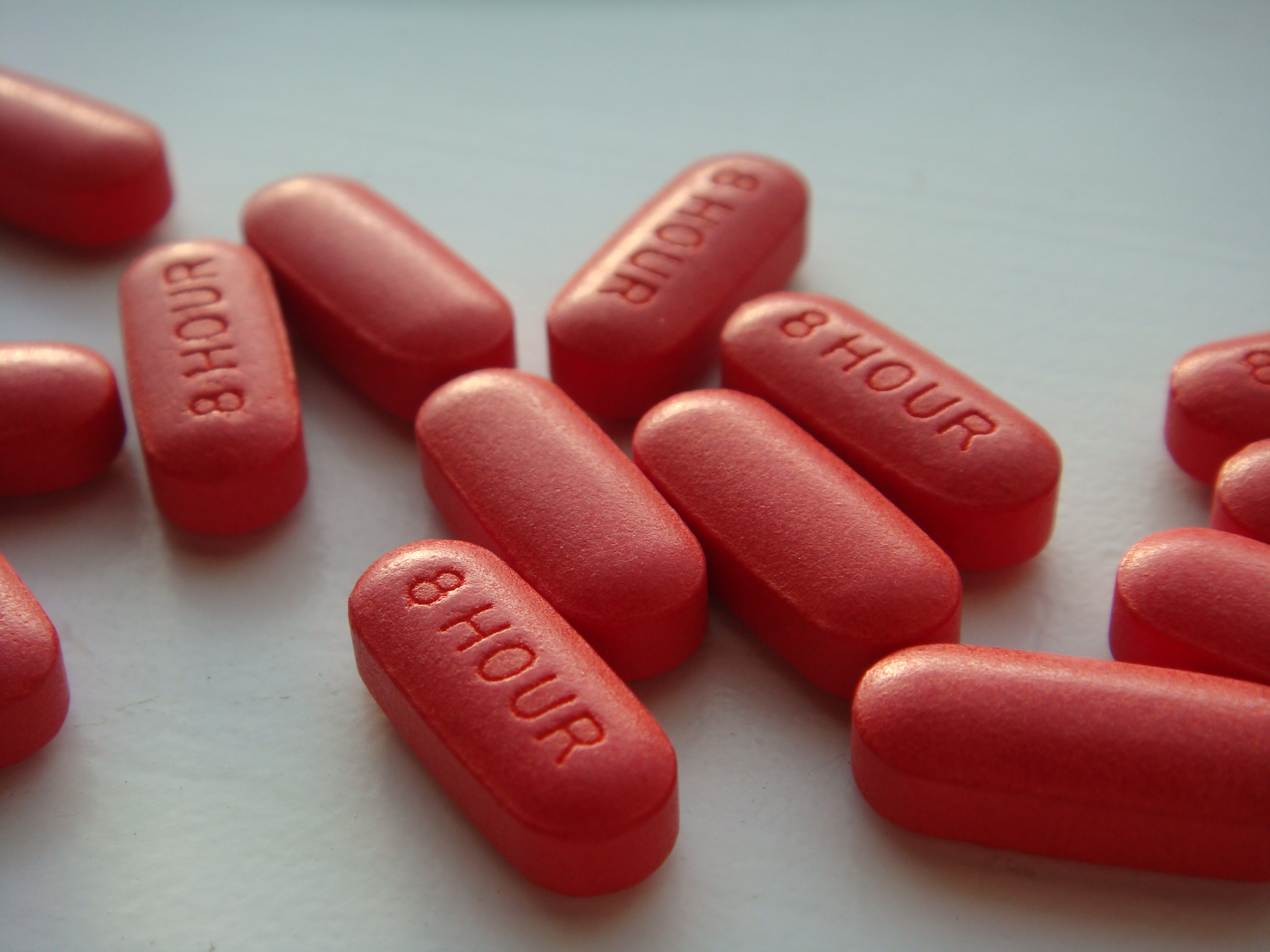
Paracetamol

El tratamiento sintomático, atención de apoyo o terapia de apoyo es cualquier terapia médica de una enfermedad que solo afecta sus síntomas y no la causa subyacente. Suele tener como objetivo reducir los signos y síntomas para la comodidad y bienestar del paciente, pero también puede ser útil para reducir las consecuencias orgánicas y las secuelas de estos signos y síntomas de una enfermedad. En muchas enfermedades, incluso en aquellas cuyas etiologías se conocen (p. ej., la mayoría de las enfermedades virales, como la influenza y la fiebre del Valle del Rift), el tratamiento sintomático es el único tratamiento disponible hasta ahora. 

## Ejemplos
Ejemplos de tratamientos sintomáticos:
- Analgésicos, para reducir el dolor
- Agentes antiinflamatorios, para la inflamación causada por la artritis.
- Antitusivos, para la tos
- Antihistamínicos (también conocidos como antihistamínicos), para alergias
- Antipiréticos, para la fiebre
- Tratamientos que reducen los efectos secundarios no deseados de los medicamentos[1]

## Usos
Cuando se conoce la etiología (la causa, el conjunto de causas o la forma de causalidad de una enfermedad o afección) de la enfermedad, se puede instituir un tratamiento específico, pero generalmente también se asocia con el tratamiento sintomático.
El tratamiento sintomático no siempre se recomienda y, de hecho, puede ser peligroso, porque puede enmascarar la presencia de una etiología subyacente que luego será olvidada o tratada con gran retraso. Ejemplos:
- A veces, la fiebre leve durante 15 días o más es el único síntoma de bacteriemia por bacterias estafilococos. Suprimirlo mediante un tratamiento sintomático ocultará la enfermedad del diagnóstico y tratamiento efectivos con antibióticos. La consecuencia puede ser grave (fiebre reumática, nefritis, endocarditis, etc.)
- El dolor de cabeza crónico puede ser causado simplemente por una disposición constitucional o ser el resultado de un tumor cerebral o un aneurisma cerebral.

Finalmente, el tratamiento sintomático no está exento de efectos adversos, pudiendo ser causa de consecuencias iatrogénicas (es decir, efectos nocivos provocados por el propio tratamiento), como reacciones alérgicas, sangrado de estómago, efectos sobre el sistema nervioso central (náuseas, mareos, etc.).